# Großsteingräber bei Wellendorf
Die Großsteingräber bei Wellendorf waren zwei oder drei megalithische Grabanlagen der jungsteinzeitlichen Trichterbecherkultur bei Wellendorf, einem Ortsteil von Suhlendorf im Landkreis Uelzen (Niedersachsen). Sie wurden im 19. Jahrhundert zerstört. Sie lagen südlich des Ortes, wobei zwei dicht nebeneinander lagen, das dritte hingegen ein kleines Stück östlich hiervon. Die Gräber wurden in den 1840er Jahren durch Georg Otto Carl von Estorff dokumentiert, aber nicht näher beschrieben. Über Ausrichtung, Maße und Grabtyp liegen keine Informationen vor. Bei einer der dicht nebeneinander gelegenen Anlagen ist nicht sicher, ob es sich wirklich um ein Großsteingrab gehandelt hat, von Estorff hielt sie eher für einen Thingplatz. Das östlichste Grab war bei von Estorffs Aufnahme bereits zerstört. Aus der Kartensignatur geht lediglich hervor, dass es eine runde Hügelschüttung besessen hatte.